# Station Kundzin
Station Kundzin is een spoorwegstation in de Poolse plaats Kundzin.